# Ruth von Wild
Ruth von Wild (Barcelona, 1912- Thun, 1983) va ser una mestra i activista suïssa, nascuda a Barcelona, que va treballar a l'entitat "Ajuda Suïssa" per auxiliar els infants damnificats de la guerra d'Espanya.

## Biografia
Ruth von Wild va néixer a Barcelona al si d'una família suïssa. El seu pare, l'enginyer Ernest von Wild, exercia de subdirector de l'empresa Central Catalana d'Electricitat, una companyia elèctrica amb capital suís. Ruth va estudiar francès a la Universitat de Neuchâtel i va exercir de mestra a l'Escola Suïssa de Barcelona, creada sobretot per a la comunitat de suïssos que habitava de forma permanent a la ciutat. En tancar el col·legi per causa de la guerra, va marxar a Anglaterra per a completar la seva formació, però va retornar a Barcelona l'agost de 1938 per participar en el Comitè Suís d'Ajuda als Nens d'Espanya, més conegut com l'Ajuda Suïssa, com a voluntària del Servei Civil Internacional (SCI), entitat que liderava el comitè. A Barcelona, Ruth von Wild va ocupar-se, conjuntament amb els quàquers, de donar suport logístic i material a altres entitats locals, com l'Ajut Infantil de Reraguarda, que organitzaven colònies per acollir infants refugiats. També feia arribar les donacions de la població suïssa a diferents refugis i menjadors de Catalunya, amb l'ajut dels també voluntaris Rüdi Grubenmann i Hans Zeier, que conduïen els convois.
Entre finals de gener i inicis de febrer del 1939, els membres del comitè van sortir de Barcelona junt amb la població civil que fugia cap a França (Retirada). Poc després, l'Ajuda Suïssa es va reorganitzar en el sud de França i Ruth von Wild va dirigir a Sijan (Aude) una colònia per a infants espanyols refugiats (colònia suïssa del Château du Lac), operativa entre el maig del 1939 i el maig del 1940. Va comptar amb el suport de Willy Begert, que va esdevenir més tard el primer secretari internacional del SCI, i del metge polonès Gabriel Ersler, antic brigadista. A finals del 1940, Ruth von Wild va passar a dirigir una altra colònia de la mateixa entitat -transferida el 1942 a la Creu Roja Suïssa- a Pringy (Alta Savoia), propera a la frontera suïssa, per a nens damnificats de la guerra europea, majoritàriament francesos, encara que també n'hi havia d'altres nacionalitats, alguns dels quals jueus, que van sobreviure, com és el cas de Margot Wicki-Schwarzschild, nascuda el 1931.
Després de la Segona Guerra Mundial, va continuar vinculada a accions solidàries, ja que, com a membre de l'Obra de les Esglésies Protestants de Suïssa, entre 1946 i 1961 dirigí una residència per a nens amb condicions desfavorides a Alemanya i, més tard, un asil en el cantó suís de Saint-Gall, fins al 1974. Va morir a Thun (Suïssa) l'any 1983.